# Jezioro Modre (Dolina Bobru)
Jezioro Modre – jezioro zaporowe na rzece Bóbr w Borowym Jarze na terenie Parku Krajobrazowego Doliny Bobru. Jezioro ma długość ok. 1 km. Na głównym spiętrzeniu znajduje się czynna trzyturbinowa elektrownia wodna Bobrowice I o mocy 1 MW. Zapora elektrowni ma wysokość około 10 metrów i długość 80 m. W górnym odcinku jeziora, w okolicach zniszczonej w 1945 roku papierni znajduje się druga czynna hydroelektrownia Bobrowice II, dysponująca dwiema turbinami o łącznej mocy 0,23 MW. 
Na południowym brzegu Jeziora Modrego znajduje się schronisko PTTK „Perła Zachodu”. W tym miejscu nad taflą zalewu przewieszona jest kładka, umożliwiająca dotarcie do pobliskich formacji skalnych oraz wzniesienia Wieżycy (niem. Turm Stein).
Do Jeziora Modrego można dostać się od strony Jeleniej Góry (ok. 4 km), dzięki odnowionej drodze spacerowej, prowadzącej od Wzgórza Krzywoustego lub dojechać samochodem od strony Siedlęcina (ok. 1 km).
W sierpniu 2006 roku Jezioro Modre zostało opróżnione w celu umożliwienia prac konserwacyjnych. Zbyt szybkie spuszczenie wody doprowadziło do katastrofy ekologicznej. Kolejne prace modernizacyjne przeprowadzone w roku 2014 nie doprowadziły już do takich zniszczeń.

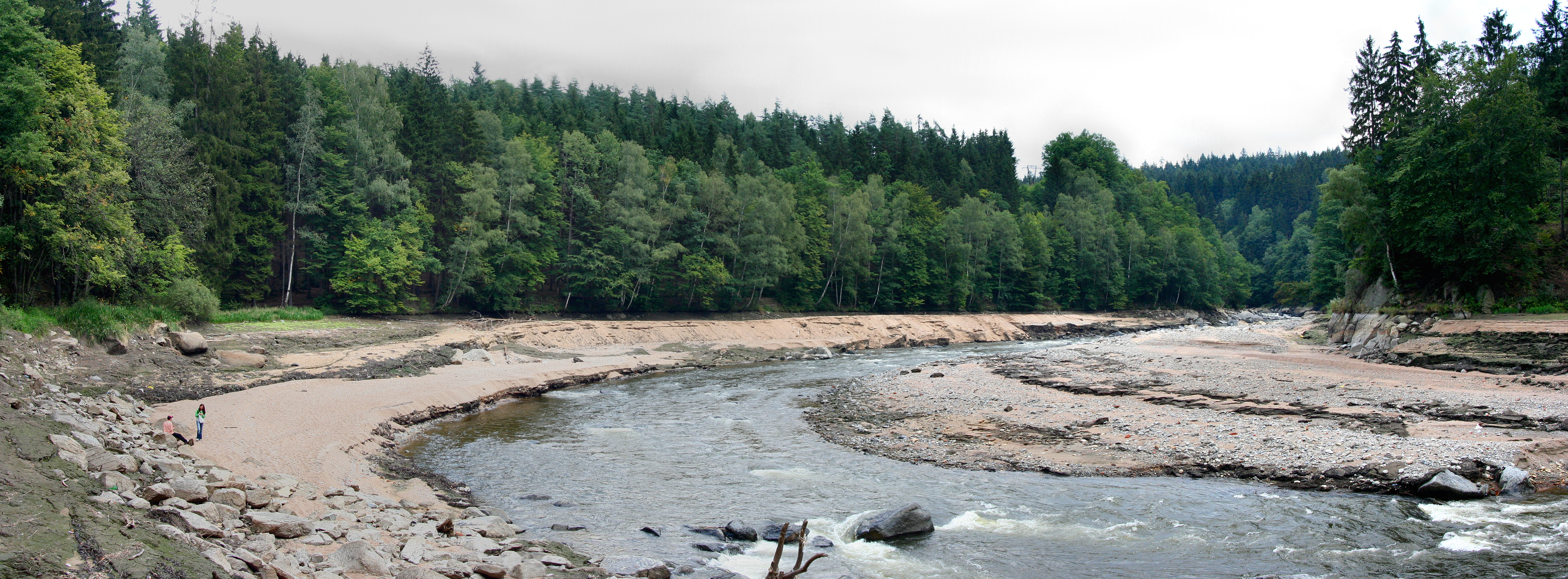
Dno opróżnionego Jeziora Modrego
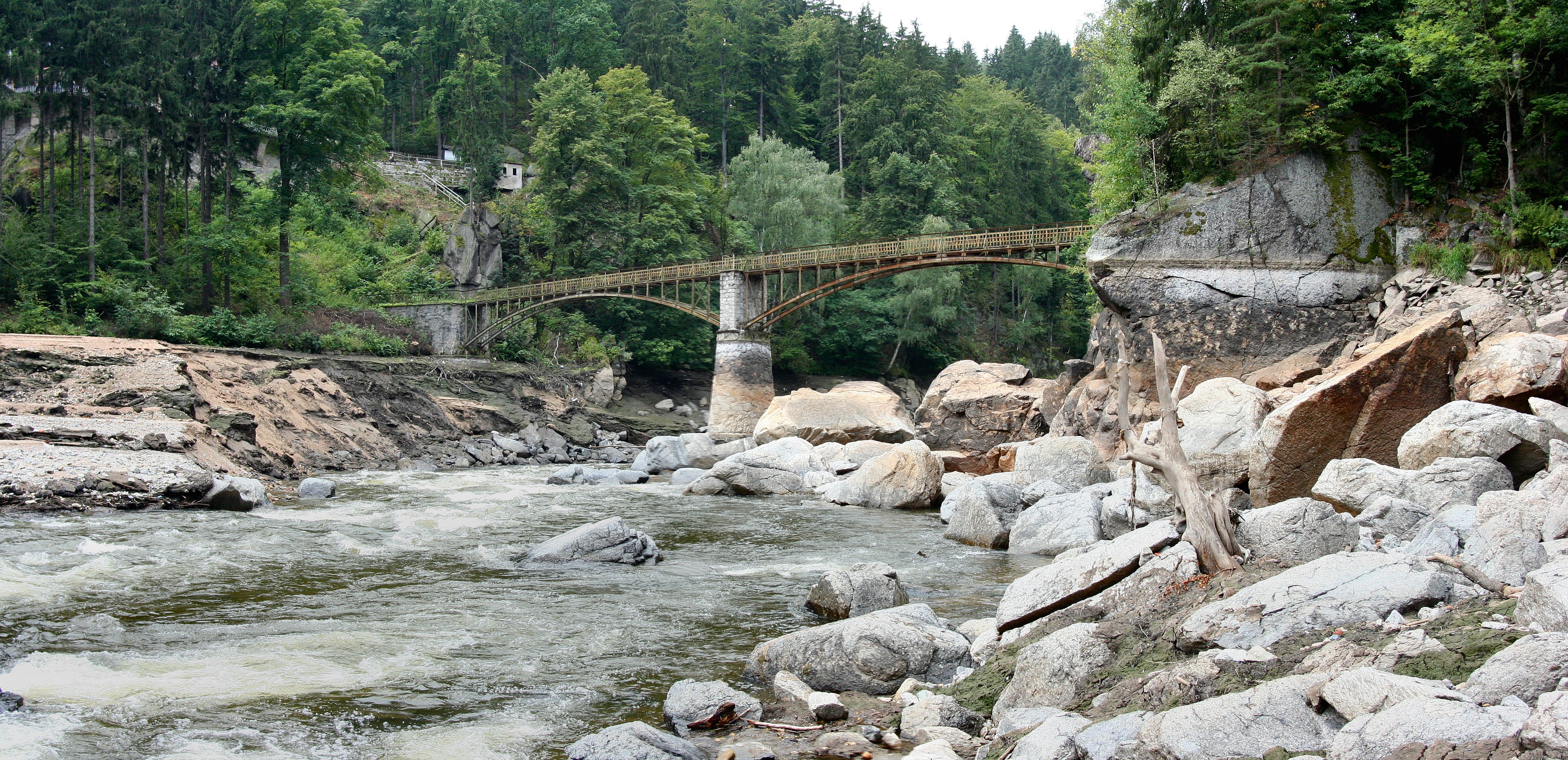
Kładka nad opróżnionym Jeziorem Modrym
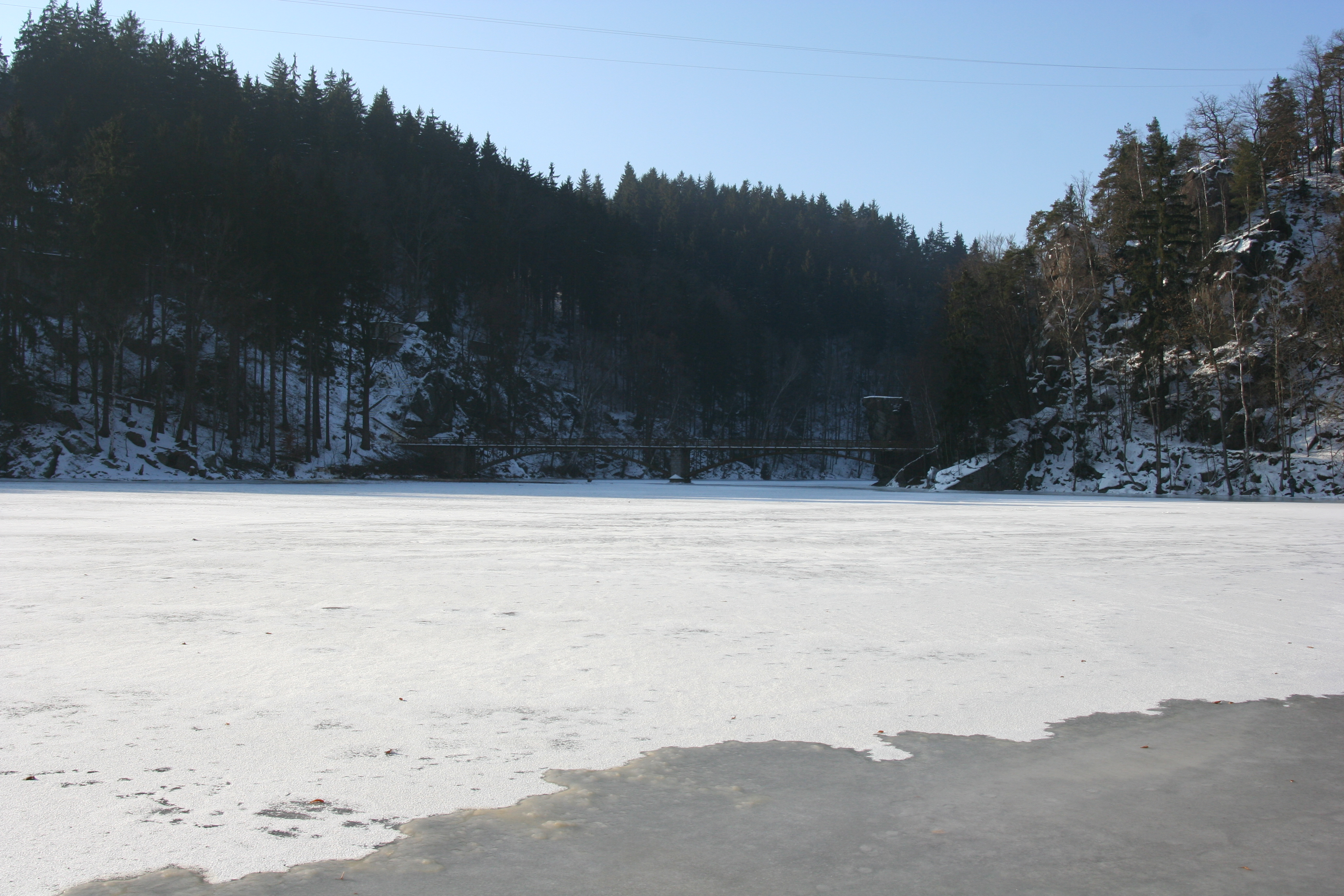
Kładka przewieszona nad zamarzniętym Jeziorem Modrym w okolicy schroniska Perła Zachodu
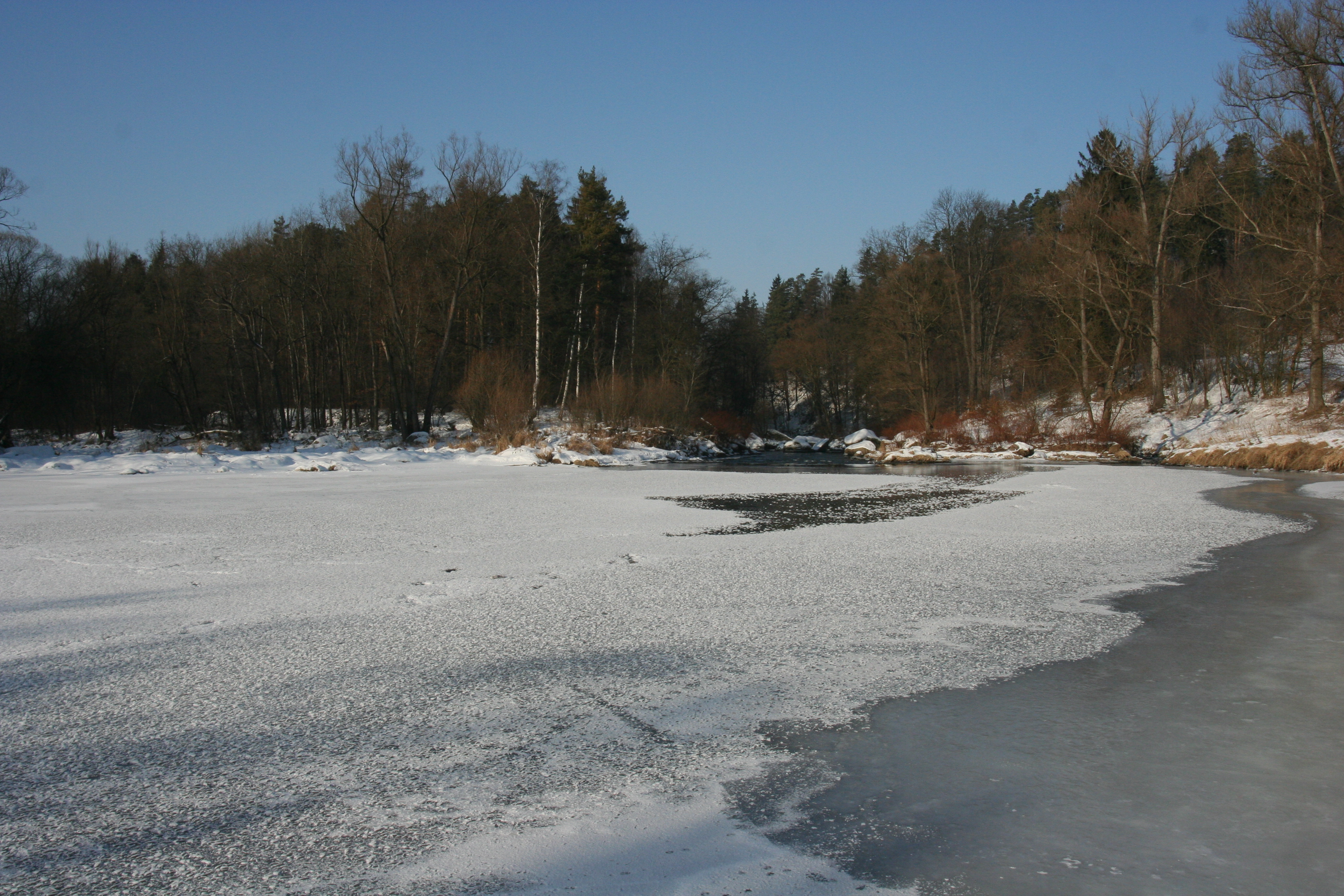
Bóbr poniżej zapory na Jeziorze Modrym